# Gabriel Batistuta
Gabriel Omar Batistuta (ur. 1 lutego 1969 w Reconquista) – argentyński piłkarz, występował na pozycji napastnika.
Dwukrotny mistrz Ameryki Południowej (1991, 1993), dwukrotny król strzelców tych zawodów (1991, 1995), zwycięzca Pucharu Konfederacji i król strzelców tego turnieju (1992), trzykrotny uczestnik mistrzostw świata, w których rozegrał 12 meczów i zdobył 10 goli, gracz roku w Argentynie (1998), członek FIFA 100. Od marca 1998 roku do czerwca 2016 roku był najlepszym strzelcem w historii reprezentacji Argentyny.
Mistrz Argentyny (1990), mistrz Włoch (2001), zdobywca pucharu Włoch (1996) i Superpucharu Włoch (1996, 2001). Król strzelców Serie A (1995), w 1999 wybrany najlepszym zagranicznym zawodnikiem tych rozgrywek. Król strzelców ligi katarskiej (2004). W drugiej połowie lat 90. XX wieku i w 2000 roku pięciokrotnie klasyfikowany w pierwszej dziesiątce konkursu na Piłkarza Roku FIFA, w tym w 1999 na trzecim miejscu.
Posiada również obywatelstwo włoskie.

## Kariera klubowa
Początkowo zawodnik klubów argentyńskich. Grał w Newell’s Old Boys, River Plate i Boca Juniors. Z tym drugim klubem w 1990 roku został mistrzem kraju.
W latach 1991–2000 występował we włoskiej Fiorentinie, do której trafił za 2,3 miliony dolarów. Przez dziewięć lat rozegrał w jej barwach w rozgrywkach ligowych 269 meczów i strzelił 168 goli, stając się klubową legendą. W sezonie 1994/1995 z dorobkiem 26 bramek został królem strzelców Serie A. Rok później wywalczył puchar Włoch – w finałowym dwumeczu z Atalantą BC zdobył dwa gole. W tym samym roku sięgnął też po Superpuchar Włoch – w wygranym (2:1) spotkaniu o to trofeum z Milanem, strzelił dwa gole.
W 2000 roku przeszedł do Romy. W sezonie 2000/2001, w którym strzelił 20 goli, został mistrzem kraju. W 2001 wywalczył Superpuchar – w wygranym (3:0) meczu o to trofeum z Fiorentiną zagrał przez pełne 90 minut. W styczniu 2003 został wypożyczony do Interu Mediolan. Występował w nim przez pół roku, zaś w czerwcu 2003 podpisał dwuletni kontrakt z Al-Arabi SC. W sezonie 2003/2004 strzelił 25 goli, dzięki którym został królem strzelców ligi katarskiej. Karierę piłkarską zakończył w 2005 roku.

## Kariera reprezentacyjna
W reprezentacji Argentyny zadebiutował 27 czerwca 1991 w zremisowanym 1:1 meczu z Brazylią. W tym samym roku wziął udział w Copa América w Chile, w którym strzelił swoje pierwsze gole w barwach narodowych – 8 lipca zdobył dwie bramki w wygranym 3:0 meczu z Wenezuelą. Turniej, w którym Argentyna zajęła pierwsze miejsce, zakończył z dorobkiem sześciu goli na swoim koncie i tytułem króla strzelców.
W 1992 roku uczestniczył w Pucharze Konfederacji w Arabii Saudyjskiej, który Argentyna wygrała, a on zdobył dwa gole w półfinałowym meczu z Wybrzeżem Kości Słoniowej, dzięki którym został królem strzelców. Rok później brał udział w Copa América w Ekwadorze. W turnieju tym wystąpił w sześciu spotkaniach i strzelił trzy bramki – zdobył m.in. dwa gole w finałowym pojedynku z Meksykiem, zapewniając swojej reprezentacji zwycięstwo (2:1). 
W 1994 roku wystąpił w mistrzostwach świata w Stanach Zjednoczonych. W turnieju tym zagrał w czterech meczach i zdobył cztery bramki – strzelił trzy gole w grupowym spotkaniu z Grecją oraz jednego w przegranym (2:3) pojedynku 1/8 finału z Rumunią. Rok później po raz drugi uczestniczył w Pucharze Konfederacji w Arabii Saudyjskiej, w którym Argentyńczycy zajęli drugie miejsce, a on zdobył dwie bramki w grupowym meczu z Japonią.
W 1995 roku brał udział w Copa América w Urugwaju, w którym rozegrał cztery mecze i strzelił cztery gole (m.in. zdobył bramkę w przegranym po serii rzutów karnych spotkaniu ćwierćfinałowym z Brazylią), dzięki którym po raz drugi został królem strzelców mistrzostw Ameryki Południowej. 14 maja 1998 roku w towarzyskim pojedynku z Bośnią i Hercegowiną rozegranym w Córdobie zdobył swojego drugiego hat-tricka w kadrze narodowej, zapewniając reprezentacji zwycięstwo (5:0).
10 marca 1998 roku w meczu towarzyskim z Bułgarią, Batistuta zdobył 35 bramkę w kadrze narodowej, stając się tym samym najlepszym strzelcem w historii reprezentacji (poprzednim rekordzistą był Diego Maradona.) W tym samym roku uczestniczył w mistrzostwach świata, z których Albicelestes odpadli w ćwierćfinale, po spotkaniu z Holandią (2-1). Batistuta na francuskim turnieju zagrał w pięciu meczach i strzelił pięć goli – zdobył jedną bramkę w spotkaniu z Japonią, trzy w pojedynku z Jamajką i jedną w meczu 1/8 finału z Anglią. W klasyfikacji najlepszych strzelców zajął drugie miejscewyprzedził go jedynie Chorwat – Davor Šuker.
W 2002 roku brał udział w mistrzostwach świata w Korei i Japonii, w których zagrał w trzech meczach grupowych i strzelił gola w spotkaniu z Nigerią, zapewniając Argentynie zwycięstwo (1:0). Rozegrany 12 czerwca 2002 mecz grupowy ze Szwecją, był jego ostatnim spotkaniem w reprezentacji Argentyny.
Łącznie w barwach narodowych rozegrał 78 meczów i strzelił 56 goli.

## Statystyki

### Klubowe
| Klub                  | Sezon   | Liga               | Ligowe | Ligowe | Puchar | Puchar | Międzynarodowe | Międzynarodowe | Inne  | Inne | Razem | Razem |
| Klub                  | Sezon   | Liga               | Mecze  | Gole   | Mecze  | Gole   | Mecze          | Gole           | Mecze | Gole | Mecze | Gole  |
| --------------------- | ------- | ------------------ | ------ | ------ | ------ | ------ | -------------- | -------------- | ----- | ---- | ----- | ----- |
| Newell’s              | 1988–89 | Primera División   | 24     | 7      | –      | –      | 4              | 1              | –     | –    | 28    | 8     |
| River Plate           | 1989–90 | Primera División   | 21     | 4      | –      | –      | 2              | 0              | 1     | 0    | 24    | 4     |
| Boca Juniors          | 1990–91 | Primera División   | 34     | 13     | –      | –      | 12             | 6              | 1     | 0    | 47    | 19    |
| Fiorentina            | 1991–92 | Serie A            | 27     | 13     | 3      | 1      | –              | –              | –     | –    | 30    | 14    |
| Fiorentina            | 1992–93 | Serie A            | 32     | 16     | 3      | 3      | –              | –              | –     | –    | 35    | 19    |
| Fiorentina            | 1993–94 | Serie B            | 26     | 16     | 3      | 3      | –              | –              | 2     | 2    | 31    | 21    |
| Fiorentina            | 1994–95 | Serie A            | 32     | 26     | 5      | 2      | –              | –              | –     | –    | 37    | 28    |
| Fiorentina            | 1995–96 | Serie A            | 31     | 19     | 8      | 8      | –              | –              | –     | –    | 39    | 27    |
| Fiorentina            | 1996–97 | Serie A            | 32     | 13     | 1      | 0      | 7              | 4              | 1     | 2    | 41    | 19    |
| Fiorentina            | 1997–98 | Serie A            | 31     | 21     | 5      | 3      | –              | –              | –     | –    | 36    | 24    |
| Fiorentina            | 1998–99 | Serie A            | 28     | 21     | 9      | 4      | 4              | 1              | –     | –    | 41    | 26    |
| Fiorentina            | 1999–00 | Serie A            | 30     | 23     | 2      | 0      | 11             | 6              | –     | –    | 43    | 29    |
| Fiorentina            | Łącznie | Łącznie            | 269    | 168    | 39     | 24     | 22             | 11             | 3     | 4    | 333   | 207   |
| Roma                  | 2000–01 | Serie A            | 28     | 20     | 0      | 0      | 4              | 1              | –     | –    | 32    | 21    |
| Roma                  | 2001–02 | Serie A            | 23     | 6      | 0      | 0      | 11             | 0              | 1     | 0    | 35    | 6     |
| Roma                  | 2002–03 | Serie A            | 12     | 4      | 2      | 1      | 6              | 1              | –     | –    | 20    | 6     |
| Roma                  | Łącznie | Łącznie            | 63     | 30     | 2      | 1      | 21             | 2              | 1     | 0    | 87    | 33    |
| Inter Mediolan (wyp.) | 2002–03 | Serie A            | 12     | 2      | –      | –      | –              | –              | –     | –    | 12    | 2     |
| Al-Arabi              | 2003–04 | Qatar Stars League | 18     | 25     | 2      | 1      | –              | –              | –     | –    | 20    | 26    |
| Al-Arabi              | 2004–05 | Qatar Stars League | 3      | 0      | 1      | 1      | –              | –              | –     | –    | 4     | 1     |
| Al-Arabi              | Łącznie | Łącznie            | 21     | 25     | 3      | 2      | –              | –              | –     | –    | 24    | 27    |
| Razem                 | Razem   | Razem              | 444    | 249    | 44     | 27     | 61             | 20             | 6     | 4    | 555   | 300   |

### Reprezentacyjne
| Argentyna |       |      |
| Rok       | Mecze | Gole |
| 1991      | 7     | 6    |
| 1992      | 5     | 6    |
| 1993      | 15    | 6    |
| 1994      | 10    | 6    |
| 1995      | 10    | 7    |
| 1996      | 5     | 3    |
| 1997      | 2     | 0    |
| 1998      | 12    | 12   |
| 1999      | 2     | 2    |
| 2000      | 5     | 4    |
| 2001      | 1     | 1    |
| 2002      | 3     | 1    |
| Razem     | 77    | 54   |

## Sukcesy

### Klubowe
River Plate
- Primera División: 1989–90

Boca Juniors
- Clausura: 1991

Fiorentina
- Serie B: 1993–94
- Puchar Włoch: 1995–96
- Superpuchar Włoch: 1996

Roma
- Serie A: 2000–01
- Superpuchar Włoch: 2001

### Reprezentacyjne
Argentina
- Copa América: 1991, 1993
- FIFA Confederations Cup: 1992

### Indywidualne
- Najlepszy strzelec Copa América: 1991, 1995
- Najlepszy strzelec Pucharu Konfederacji: 1992
- Król strzelców Serie A: 1994–95
- Król strzelców Pucharu Włoch: 1995–96
- Król strzelców ligi katarskiej: 2003–04

- Argentyński piłkarz roku: 1998
- Brązowa Piłka FIFA: 1999
- FIFA 100